# 忽难
忽难（羅馬化：Qunan）是13世纪初蒙古帝国的千户长之一，出身格尼格思氏，《元朝秘史》等汉文史料中记作忽难，也记作忽难那颜（波斯語：قونان نویان，羅馬化：Qūnān Nūyān，羅馬化：Kīngqīdāī Nūyān）。1206年，忽难率领的千户被分封给成吉思汗长子术赤，成为术赤兀鲁思的基础力量。

## 生平
当札答兰氏首领札木合与乞颜氏首领铁木真对立时，忽难与答里台・斡赤斤等人一同背弃札木合，投奔铁木真阵营。1206年蒙古帝国建立后，被成吉思汗任命为95名千户长之一，《元朝秘史》功臣表中位列第7位。成吉思汗在封赏功臣时，将忽难与 “四骏四狗”、畏答儿、朮赤台等人并列赞誉：“这忽难啊，是暗夜的雄狼，白昼的黑鸦，行动时勇往直前，静止时纹丝不动。与外族人相处不显露疏离之色，与仇人共处也不失体面……凡事务必与忽难、阔阔搠思二人商议后再行！”成吉思汗还下令：“我儿术赤为长子，忽难作为格尼格思部的首领，担任术赤麾下的万户长。”随后将忽难率领的格尼格思千户分封给术赤。与他一同受封给术赤的还有蒙古兀儿的失主兀惕千户、客帖的许兀慎千户、拜忽的阿儿剌千户。他们共同构成了日后统治基辅罗斯草原至东欧的术赤兀鲁思的雏形。
术赤死后，其麾下四千户一分为二：蒙古兀儿和拜忽的两千户由拔都继承，忽难与客帖的两千户则由斡儿答继承。忽难那颜的子孙忽兰因效力于斡儿答的子孙科齊而闻名。

## 氏族
关于忽难的出身氏族，史料记载较少。《元朝秘史》称其为 “格泥格思（Geniges）”，《集史》则记作 “轻吉惕（Kinkit，کینکیت）”。尽管名称差异显著，但蒙古文与阿拉伯文中K和G的字形相近，推测二者可能指代同一族群。《元朝秘史》提到海都之子抄真・斡儿帖该繁衍出斡罗纳儿、晃豁坛、阿鲁剌惕、苏尼特、雪你惕、合卜秃儿合思、格尼格思等氏族，但这一传承未在《史集》中出现。蒙古帝国时期唯有忽难一族以格尼格思/轻吉惕氏留名史册。

## 后裔
布哈拉汗国编纂的《多斯特·苏丹编年史》中提及一位活跃于兀鲁斯时期的人物 ——“格尼格思・库甘之子达尔维沙克・穆尔扎（Keneges Quġan oġlï Darwišak Mïrzanï）”。书中记载，当兀鲁斯企图谋杀脱脱迷失时，达尔维沙克・穆尔扎正作为使者前往察合台汗国。他偶遇脱脱迷失，于是将其保护起来并引荐给帖木儿。脱脱迷失在帖木儿的援助下推翻兀鲁斯并即位。一般认为 “格尼格思・库甘之子” 正是忽难麾下格尼格思千户的后裔。